# Асоянц Григорій Баградович
Григо́рій Багра́дович (Боградович) Асоя́нц (Асоянець) (23 червня 1918 — 27 жовтня 1999) — український інженер-технолог, господарник, заслужений машинобудівник УРСР, лауреат Державної премії УРСР в галузі науки і техніки (1980).

## З життєпису
Станом на 1980 рік — директор дослідного заводу Інституту електрозварювання імені Є. О. Патона Академії наук УРСР.

Могила Григорія Асоянца, Байкове кладовище

Лауреат Державної премії УРСР 1980 року — «Розробка основ, створення і впровадження у промисловість технології та обладнання для плазмодугової виплавки злитків сталей і сплавів із заготовок та некомпактної шихти» — у складі колективу: Григоренко Георгій Михайлович, Забарило Олег Семенович, Клюєв Михайло Маркович, Лакомський Віктор Йосипович, Прянишников Ігор Степанович, Торхов Геннадій Федорович, Феофанов Лев Петрович (посмертно), Чвертко Анатолій Іванович, Шехтер Семен Якович.
Серед патентів: «Електродна піч-ванна для гарячого покриття», 1979, співавтори Барабаш Валерій Філаретович, Бизик Микола Костянтинович, Голомазов Віктор Андрійович, Ібрагімов Діас Абдулайович, Калоша Олексій Семенович, Кожевніков Микола Іванович, Кулеша Вадим Анатолійович, Сотченко Володимир Петрович, Старченко Віталій Сергійович, Фрумін Євген Ісидорович, Фрумін Ісидор Ілліч, Черненко Микола Павлович, Черняк Петро Федорович.
Помер на 82-му році життя 27 жовтня 1999 року. Похований у Києві, на Байковому кладовищі (ділянка № 49а, 50°25′0.32″ пн. ш. 30°30′6.13″ сх. д. / 50.4167556° пн. ш. 30.5017028° сх. д.).